# Холдре
Холдре (на естонски: Holdre) е селище в южна Естония, разположено в община Хелме в област Валга.
Намира се на 25 km северозападно от град Валга и на 9 km северно от границата с Латвия. Селището възниква около едноименното имение, собственост на различни фамилии балтийски немци. То е основано в края на 16 век, а съвременните сгради са построени в началото на 20 век по проект на Ото Вилдау. Населението на селището е 54 души (2011 г.).